# Silvano Contini
Silvano Contini (Leggiuno, 15 gennaio 1958) è un ex ciclista su strada italiano.
Professionista dal 1978 al 1990, vinse la Liegi-Bastogne-Liegi 1982, il Giro del Piemonte 1979 e fu terzo al Giro d'Italia 1982.

## Carriera
Passato professionista nel 1978 con la Bianchi-Faema di Giancarlo Ferretti, si mise in gran luce nel 1982. In tale stagione vinse la Liegi-Bastogne-Liegi, diciassette anni dopo il primo trionfo italiano ad opera di Carmine Preziosi, e si classificò terzo al Giro d'Italia dopo aver lottato a lungo con Bernard Hinault e conseguito tre successi di tappa, vestendo la maglia rosa per un giorno. Il suo bottino nella "Corsa rosa" fu, in totale, di quattordici giorni in maglia rosa, e di quattro tappe vinte (più una cronosquadre).
Fece sue inoltre molte classiche italiane – Giro del Piemonte, Giro del Lazio, Coppa Bernocchi, Coppa Placci, Coppa Sabatini, Trofeo Baracchi in coppia con Daniel Gisiger – e diverse brevi corse a tappe, fra cui Giro di Germania, Vuelta al País Vasco e Giro di Puglia; nella fase finale della carriera, conclusa nel 1990, ottenne però pochi risultati di rilievo. Si è aggiudicato 22 corse su strada, 18 tappe e 8 classifiche per un totale di 48 successi.
Dopo il ritiro dalle corse, dirige la falegnameria Prandi e Contini fondata dal nonno nel 1945 a Sangiano (Varese).

## Palmarès
- 1977 (G.S. F.lli Pozzi - Ferramenta)

2ª tappa Giro della Valle d'Aosta (Quart > Brusson)
4ª tappa Giro della Valle d'Aosta (Etroubles > Lillianes)
6ª tappa Giro della Valle d'Aosta (Pont-Saint-Martin > Aosta)
5ª tappa Vuelta Ciclista de Chile (Concepcion > Parral)
- 1979 (Bianchi, due vittorie)

Giro del Lazio
Giro del Piemonte
- 1980 (Bianchi, sette vittorie)

Classifica generale Cronostaffetta
3ª tappa Tour de Romandie (Losanna > Alpe des Chaux)
7ª tappa Giro d'Italia (Castiglione della Pescaia > Orvieto)
Gran Premio Industria e Commercio di Prato
Gran Premio Città di Camaiore
Trofeo Matteotti
3ª tappa Ruota d'Oro (Urgnano > Urgnano, Cronometro)
- 1981 (Bianchi, sette vittorie)

Grand Prix de Montauroux
1ª tappa Parigi-Nizza (Joigny > Château-Chinon)
3ª tappa Vuelta al País Vasco (Amurrio > Bermeo)
4ª tappa Vuelta al País Vasco (Bermeo > Alto de Ibardin)
5ª tappa, 2ª semitappa Vuelta al País Vasco (Zizurkil > Alto de Iturriotz, cronometro)
Classifica generale Vuelta al País Vasco
Classifica generale Deutschland Tour
- 1982 (Bianchi, nove vittorie)

3ª tappa Settimana Catalana (Cercs > Encamp)
4ª tappa Settimana Catalana (Organya > Viladecans)
Liegi-Bastogne-Liegi
6ª tappa Giro d'Italia (Caserta > Castellammare di Stabia)
13ª tappa Giro d'Italia (Campitello Matese > Pescara)
17ª tappa Giro d'Italia (Fiera di Primiero > Boario Terme)
7ª tappa Giro di Svezia (Norrtälje > Stoccolma)
Coppa Bernocchi
Scalata Visp-Grächen
- 1983 (Bianchi, due vittorie)

Giro del Lazio
Trofeo Baracchi
- 1984 (Bianchi, una vittoria)

Coppa Sabatini
- 1985 (Ariostea, sette vittorie)

Classifica generale Giro di Puglia
1ª tappa Grand Prix du Midi Libre (Narbonne > Rodez)
Classifica generale Grand Prix du Midi Libre
1ª tappa Tour de l'Aude (Leucate > Carcassonne)
Classifica generale Tour de l'Aude
Classifica generale Ruota d'Oro
Coppa Placci
- 1987 (Del Tongo, due vittorie)

Giro dell'Umbria
Cronostaffetta
- 1988 (Malvor, due vittorie)

3ª prova Trofeo dello Scalatore (Sondrio > Stelvio)
Classifica finale Trofeo dello Scalatore
- 1989 (Malvor, una vittoria)

5ª tappa Vuelta a Murcia (Murcia > Totana)

### Altri successi
- 1979 (Bianchi)

Criterium di Luzzara
Classifica giovani Giro d'Italia
- 1980 (Bianchi)

Criterium di Rosate
1ª tappa, 1ª semitappa Parigi-Nizza (Barbizon > Nemours, cronosquadre)
- 1981 (Bianchi)

Criterium di Gatteo a Mare
- 1982 (Bianchi)

Criterium di Carpineti
- 1983 (Bianchi)

1ª tappa Giro d'Italia (Brescia > Mantova, cronosquadre)
- 1984 (Bianchi)

Criterium di Cunardo
- 1985 (Ariostea)

Criterium di Arezzo

## Piazzamenti

### Grandi giri
- Giro d'Italia

1979: 5º
1980: ritirato (18ª tappa)
1981: 4º
1982: 3º
1983: non partito (22ª tappa)
1984: 34º
1985: 7º
1986: 20º
1988: 22º
1989: 53º
1990: ritirato (3ª tappa)
- Tour de France

1986: 41º
1987: 55º
- Vuelta a España

1989: 52º

### Classiche
- Milano-Sanremo

1979: 48º
1980: 19º
1981: 56º
1982: 7º
1983: ritirato
1984: ritirato
1988: 89º
1989: 63º
1990: 85º
- Parigi-Roubaix

1982: 25º
- Liegi-Bastogne-Liegi

1980: 12º
1982: vincitore
1983: ritirato
1984: ritirato
1985: 19º
1986: 21º
- Giro di Lombardia

1979: 2º
1980: 8º
1982: ritirato
1983: 9º
1985: 6º
1988: 13º

### Competizioni mondiali
- Campionati del mondo

Valkenburg 1979 - In linea: ritirato
Sallanches 1980 - In linea: ritirato
Praga 1981 - In linea: 17º
Goodwood 1982 - In linea: ritirato
Barcellona 1984 - In linea: 24º